# قانون تابعیت فیلیپین
قانون تابعیت فیلیپین (انگلیسی: Philippine nationality law) شرایطی را که طبق آن یک فرد دارای تابعیت فیلیپین است، مشخص می‌کند. دو قانون اصلی تعیین‌کننده ضوابط تابعیت، قانون اساسی ۱۹۸۷ فیلیپین و قانون اصلاحی اعطای تابعیت ۱۹۳۹ هستند.
هر فردی که دست کم یکی از والدین او فیلیپینی باشد، در بدو تولد شهروند فیلیپین مجسوب می‌گردد. اتباع خارجی بعد از تحقق حداقل مقدار شرط دوره اقامت (به‌طور معمول ۱۰ سال)، تملک ملک معتبر، نشان دادن چیرگی خود در زبان انگلیسی یا اسپانیایی و همچنین یک زبان فیلیپینی، برآورده کردن الزامات فردی باشخصیت، ممکن است با اعطای تابعیت به مثابه شهروندان فیلیپین تلقی گردند.